# Sannaren
Sannaren är en sjö i Strömsunds kommun i Jämtland och ingår i Ångermanälvens huvudavrinningsområde. Sjön har en area på 2,39 kvadratkilometer och ligger 471,1 meter över havet. Sjön avvattnas av vattendraget Fjällsjöälven (Sannarån).

## Delavrinningsområde
Sannaren ingår i det delavrinningsområde (719909-144854) som SMHI kallar för Utloppet av Sannaren. Medelhöjden är 621 meter över havet och ytan är 13,76 kvadratkilometer. Räknas de 57 avrinningsområdena uppströms in blir den ackumulerade arean 305,28 kvadratkilometer. Fjällsjöälven (Sannarån) som avvattnar avrinningsområdet har biflödesordning 2, vilket innebär att vattnet flödar genom totalt 2 vattendrag innan det når havet efter 311 kilometer. Avrinningsområdet består mestadels av skog (76 procent). Avrinningsområdet har 2,39 kvadratkilometer vattenytor vilket ger det en sjöprocent på 17,3 procent.